# Capanna Alpetto di Caviano
La capanna Alpetto di Caviano è un rifugio alpino situato nel comune di Gambarogno, nel Canton Ticino, nelle Prealpi Luganesi, a 1.255 m s.l.m.

## Storia
La capanna fu inaugurata nel 1997.

## Caratteristiche e informazioni
Gruppo di due cascine disposte su un piano. Nella prima cascina vi sono i posti letto, suddivisi in un'unica stanza di 10 posti letto. Nella seconda vi è il refettorio di 14 posti, con camino.
Piano di cottura sia a legna che a gas, con utensili di cucina. Servizi igienici all'interno. Riscaldamento a legna, acqua corrente in capanna. Illuminazione con pannelli solari.

## Accessi
- Caviano 274 m - è raggiungibile sempre anche con l'autobus di linea (linea 328) - Tempo di percorrenza: 2 ore e 30 minuti - Dislivello: 981 metri - Difficoltà: T2
- Alpe di Neggia 1.395 m - è raggiungibile sempre anche con l'autobus di linea (linea 326) - Tempo di percorrenza: 3 ore e 40 minuti - Dislivello: -140 metri - Difficoltà: T2

## Escursioni
- Lago Delio (I) (930 m) - Tempo di percorrenza: ? - Dislivello: -325 metri - Difficoltà: T2

## Ascensioni
- Monte Paglione 1.554 m[1] - Tempo di percorrenza: 1 ora e 30 minuti - Dislivello: 298 metri - Difficoltà: T3
- Covreto 1.594 m - Tempo di percorrenza: 50 minuti - Dislivello: 339 metri - Difficoltà: T2
- Monte Gambarogno 1.735 m - Tempo di percorrenza: 3 ore e 30 minuti - Dislivello: 480 metri - Difficoltà: T2
- Monte Tamaro 1.961 m - Tempo di percorrenza: 5 ore - Dislivello: 706 metri

## Traversate
- Capanna del Tamaro 5 ore